# 진현우
진현우(1984년 8월 29일 ~ )는 전 대한민국의 배구 선수였다. 2006년 한양대학교를 졸업하고 구미 LIG손해보험 그레이터스에 입단했다가 2007년 수원 KEPCO 45로 이적하였으며, 2010년에 은퇴하였다.

## 출신학교
- 본오중학교
- 영생고등학교
- 한양대학교

## 같이 보기
- 류현진 : 진현우가 한양대학교 재학 중 김진섭 정형외과에 입원했을 당시 인천 동산고등학교에 재학 중이었던 류현진 선수가 팔꿈치 토미 존 수술 관계로 같은 병원에 입원했었다.[1]ㅈ